# Schlatt-Haslen
Schlatt-Haslen là một huyện thuộc bang Appenzell Innerrhoden ở Thụy Sĩ. Đô thị này được chính thức thành lập năm 1872 từ Rhode Schlatt và làng Haslen.